# 南行徳駅

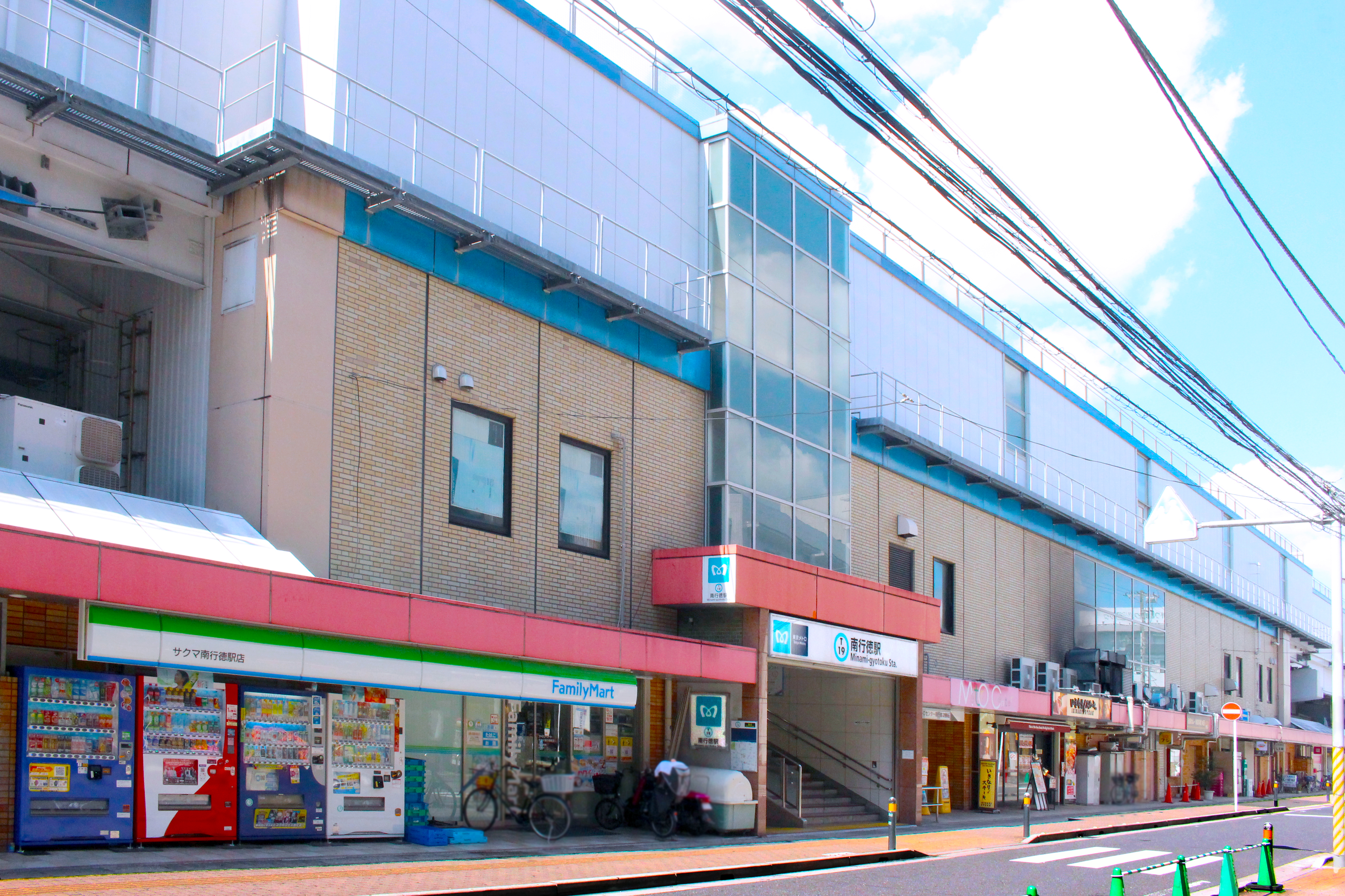
南口（2024年8月）

南行徳駅（みなみぎょうとくえき）は、千葉県市川市相之川四丁目にある、東京地下鉄（東京メトロ）東西線の駅である。駅番号はT 19。

## 歴史
- 1979年（昭和54年）2月：建設工事に着手[3][2][4]。
- 1981年（昭和56年）3月27日：開業[2][4]。
- 2004年（平成16年）4月1日：帝都高速度交通営団（営団地下鉄）民営化に伴い、当駅は東京地下鉄（東京メトロ）に継承される[5]。
- 2007年（平成19年）3月18日：ICカード「PASMO」の利用が可能となる[6]。
- 2011年（平成23年）1月：リニューアル工事着手[7]。
- 2012年（平成24年）3月23日：リニューアル工事の竣工に伴い、太陽光発電システムなどを導入[7]。
- 2015年（平成27年）6月11日：発車メロディを導入[8]。

### 改装工事
開業から30年経ち、施設の老朽化が進んでいることから、2011年1月から2012年3月にかけてリニューアル工事を実施した。
内容は、太陽光発電システムの導入、ホーム上屋の膜屋根化、案内サインのLED式への更新、照明器具のインバーター式への更新などである。これにより、当駅の消費電力量削減が期待されるなど、環境にやさしい駅を目指している。

## 駅構造
相対式ホーム2面2線を有する高架駅。改札口はホーム中央部高架下に1か所あり、各ホームとは階段・エスカレーター・エレベーターにより連絡している。改札外コンコースと北口・南口地上部は階段・エスカレーターで連絡している他、北口側にはエレベーターも設置されている。トイレは改札内コンコース部にあり、多機能トイレを併設する。
東西線建設当時より新駅の設置計画があり、高架橋への準備構造や駅用地などを確保していた。東西線の開通前は周辺は田園地帯であったが、都心まで約20分という地理的条件から沿線開発が進み周辺の人口が増加したため、隣接駅の混雑緩和と利便性向上を目的として駅設置に至った。駅の建設に要した費用は、総額14億700万円である。内訳は、土木関係費が7億6,700万円、建築関係費が5億1,200万円、電気関係費が1億2,800万円である。

### のりば
| 番線 | 路線   | 行先                           |
| ---- | ------ | ------------------------------ |
| 1    | 東西線 | 西船橋・津田沼・東葉勝田台方面 |
| 2    | 東西線 | 中野・三鷹方面                 |

（出典：東京メトロ:構内図）

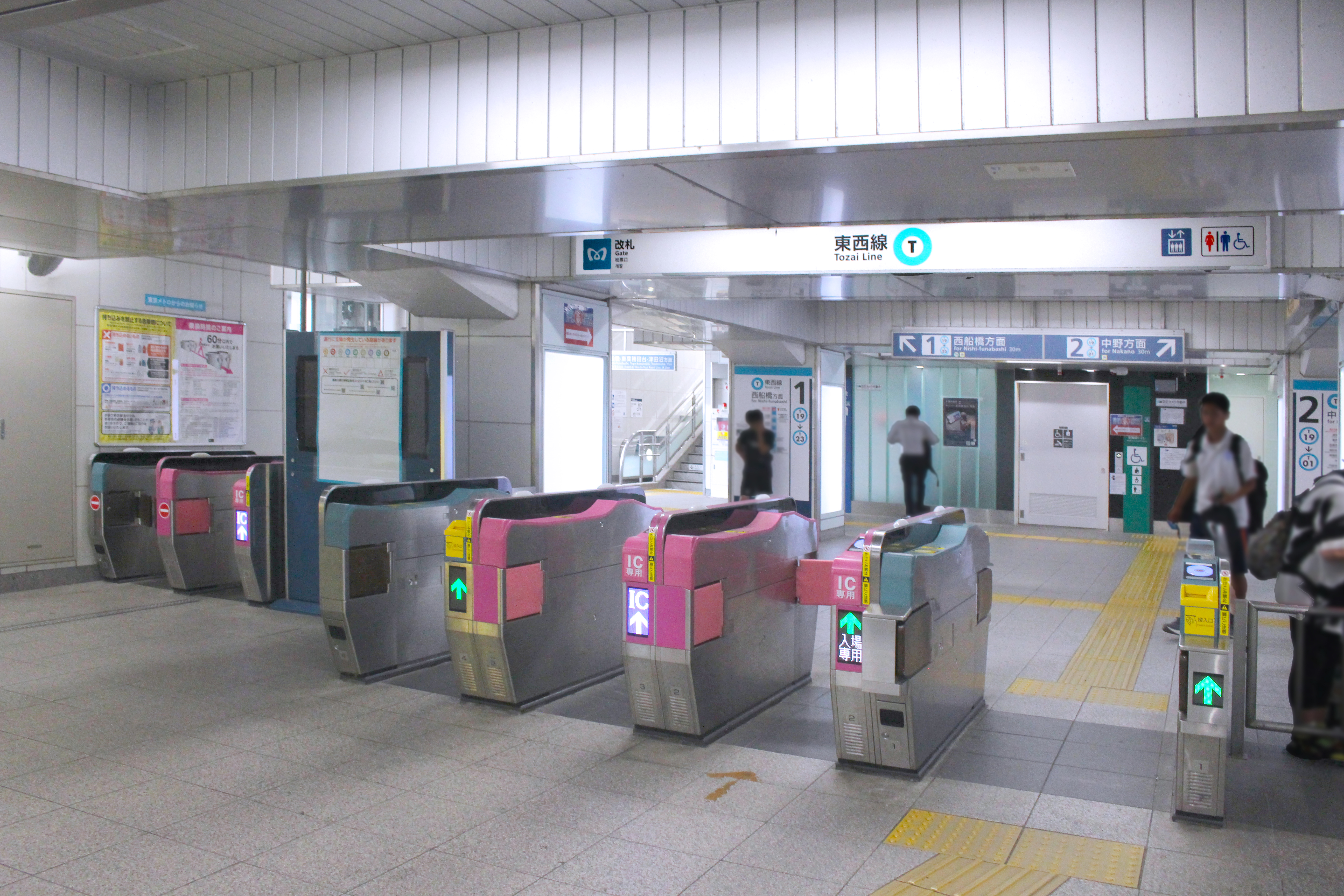
改札口（2024年8月）
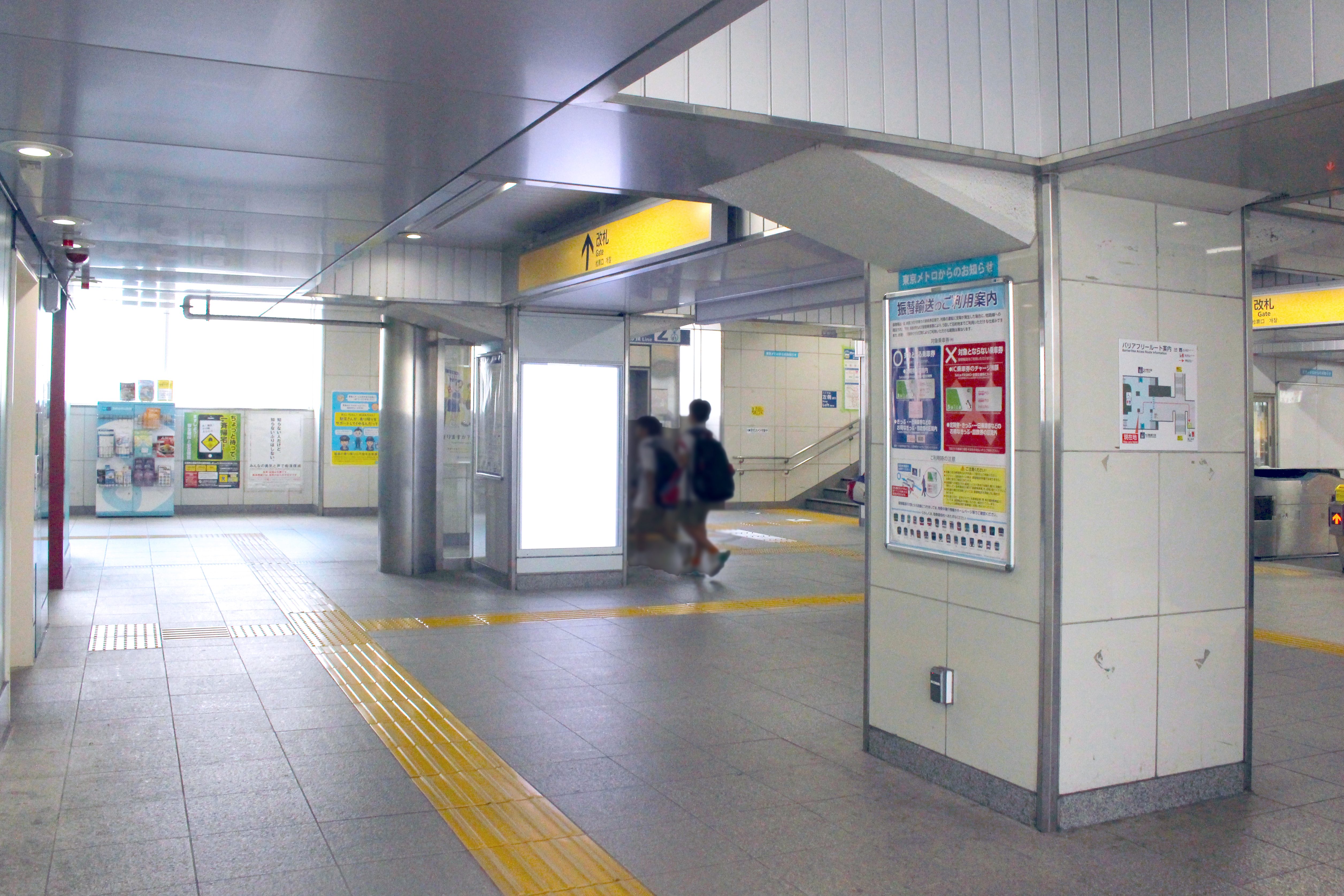
改札内コンコース（2024年8月）
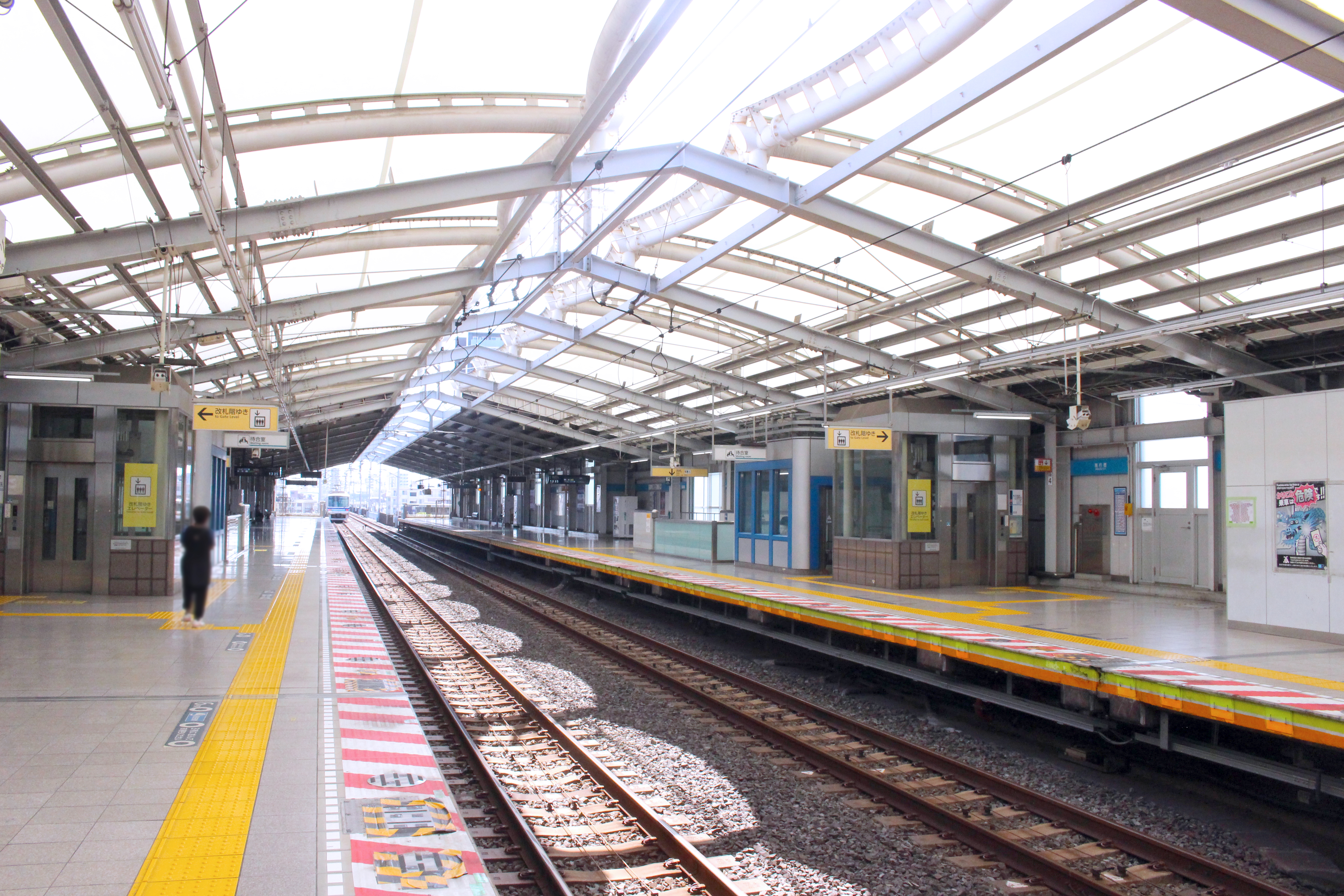
ホーム（ホームドア設置前、2024年8月）
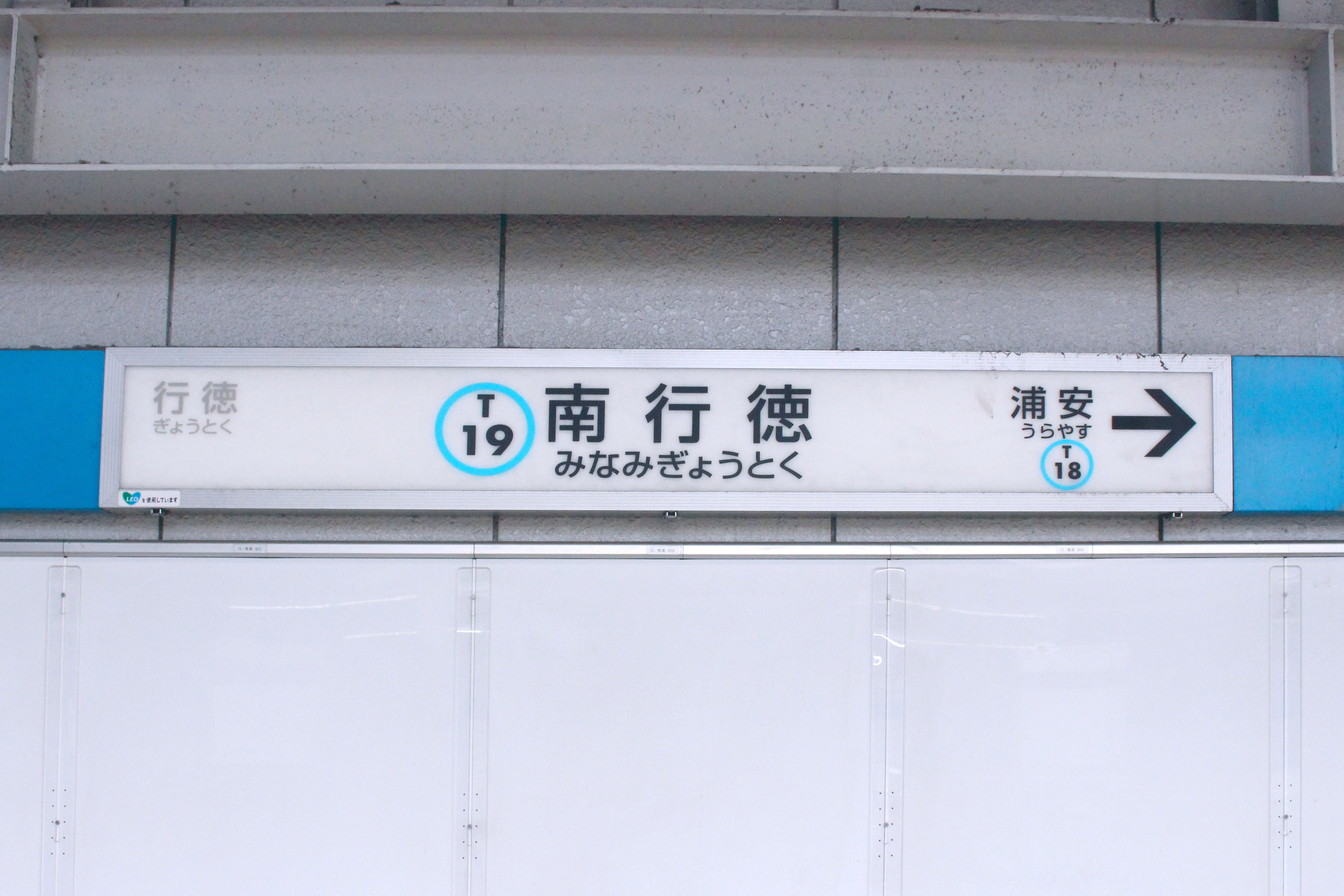
駅名標（2024年8月）

### 発車メロディ
2015年（平成27年）6月11日から向谷実作曲の発車メロディ（発車サイン音）を使用している。
曲は1番線が「A Day in the METRO」、2番線が「Beyond the Metropolis」である（詳細は東京メトロ東西線#発車メロディを参照）。

### 駅高架下商業施設（メトロセンター南行徳）
高架下は東京メトロの関連会社・メトロ開発が運営する駅ナカ商業施設「メトロセンター南行徳」となっており、フロアは1番街、2番街東、2番街西、3番街で構成されている。
食品スーパー「まいばすけっと南行徳メトロセンター店」や飲食店などが入居する。出店店舗の一覧・詳細情報はメトログルメ・ショッピングセンター公式サイトを参照。

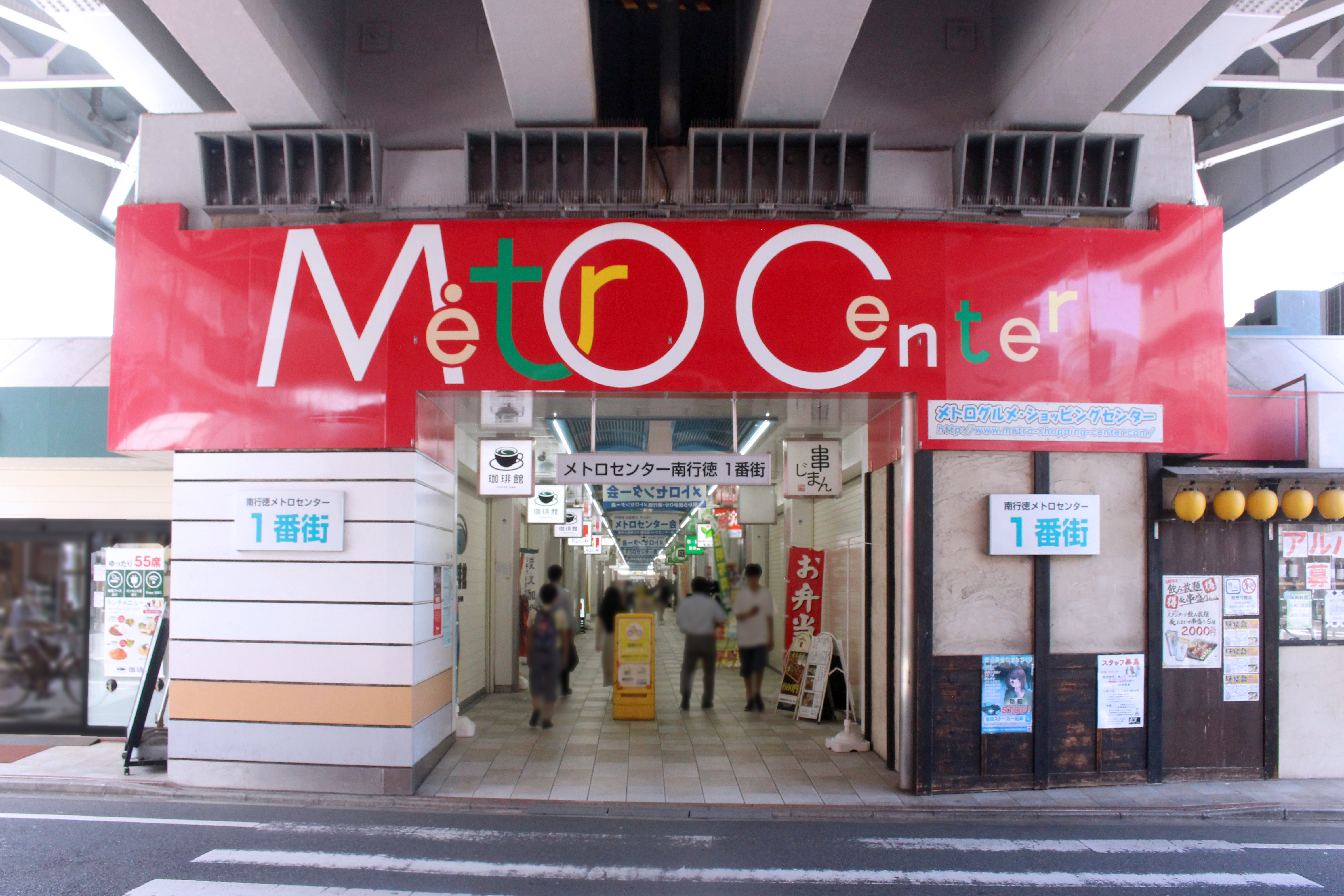
メトロセンター南行徳 1番街
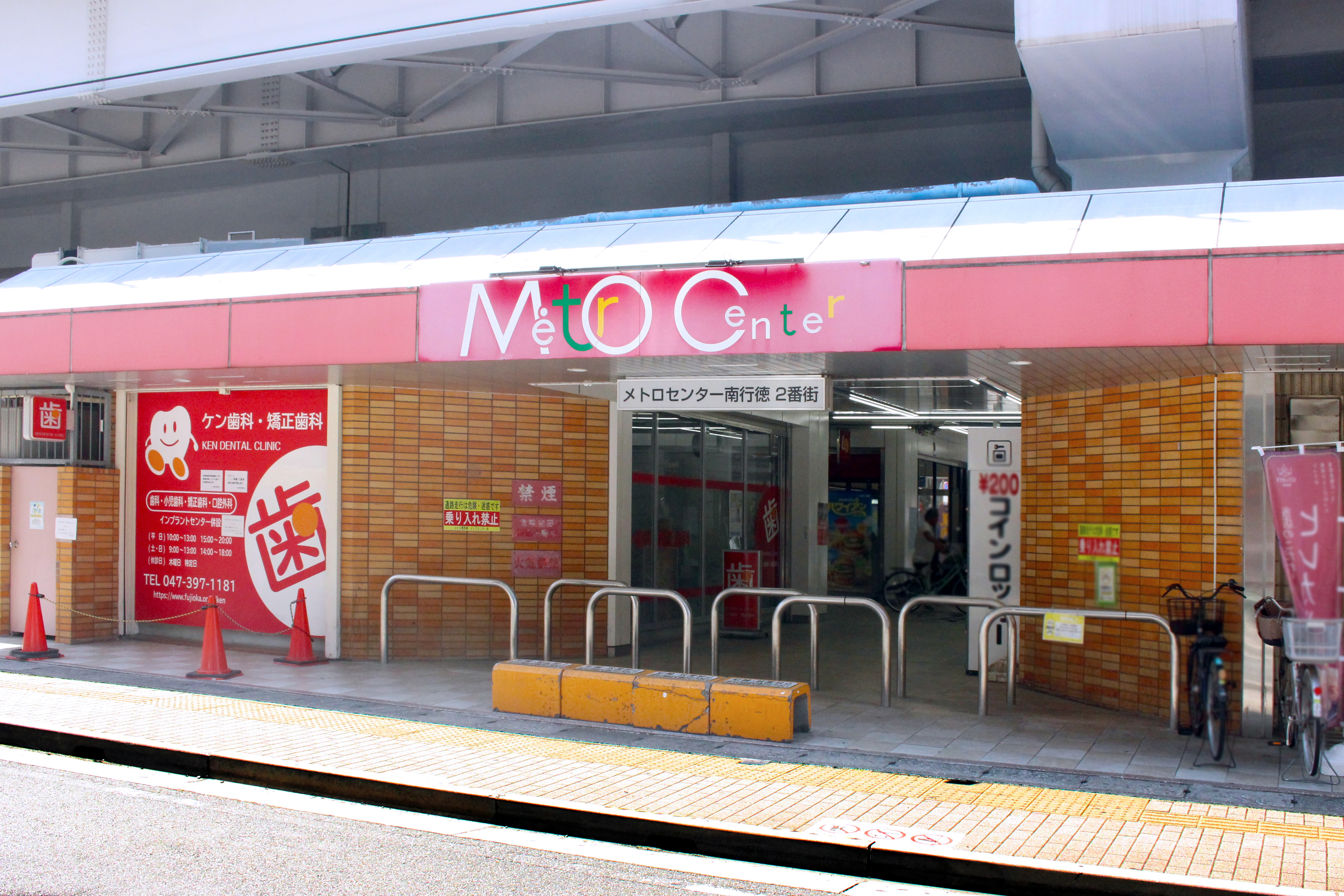
メトロセンター南行徳 2番街

## 利用状況
2024年度の1日平均乗降人員は50,950人であり、東京メトロ全130駅中75位。
開業後の1日平均乗降人員・乗車人員の推移は以下の通りである。
| 年度               | 1日平均 乗降人員 | 1日平均 乗車人員 | 出典              |
| ------------------ | ---------------- | ---------------- | ----------------- |
| 1981年（昭和56年） | 21,245           | 9,409            | [ 千葉県統計 1 ]  |
| 1982年（昭和57年） | 26,203           | 12,783           | [ 千葉県統計 2 ]  |
| 1983年（昭和58年） |                  | 14,823           | [ 千葉県統計 3 ]  |
| 1984年（昭和59年） |                  | 16,689           | [ 千葉県統計 4 ]  |
| 1985年（昭和60年） |                  | 18,415           | [ 千葉県統計 5 ]  |
| 1986年（昭和61年） |                  | 19,634           | [ 千葉県統計 6 ]  |
| 1987年（昭和62年） |                  | 20,355           | [ 千葉県統計 7 ]  |
| 1988年（昭和63年） |                  | 22,045           | [ 千葉県統計 8 ]  |
| 1989年（平成元年） | 48,420           | 22,827           | [ 千葉県統計 9 ]  |
| 1990年（平成02年） |                  | 24,038           | [ 千葉県統計 10 ] |
| 1991年（平成03年） |                  | 25,024           | [ 千葉県統計 11 ] |
| 1992年（平成04年） |                  | 25,416           | [ 千葉県統計 12 ] |
| 1993年（平成05年） |                  | 25,516           | [ 千葉県統計 13 ] |
| 1994年（平成06年） |                  | 25,325           | [ 千葉県統計 14 ] |
| 1995年（平成07年） |                  | 25,130           | [ 千葉県統計 15 ] |
| 1996年（平成08年） |                  | 24,890           | [ 千葉県統計 16 ] |
| 1997年（平成09年） |                  | 24,839           | [ 千葉県統計 17 ] |
| 1998年（平成10年） |                  | 25,082           | [ 千葉県統計 18 ] |
| 1999年（平成11年） |                  | 24,432           | [ 千葉県統計 19 ] |
| 2000年（平成12年） |                  | 24,725           | [ 千葉県統計 20 ] |
| 2001年（平成13年） |                  | 24,580           | [ 千葉県統計 21 ] |
| 2002年（平成14年） | 48,268           | 24,470           | [ 千葉県統計 22 ] |
| 2003年（平成15年） | 48,096           | 24,369           | [ 千葉県統計 23 ] |
| 2004年（平成16年） | 48,210           | 23,969           | [ 千葉県統計 24 ] |
| 2005年（平成17年） | 47,937           | 23,953           | [ 千葉県統計 25 ] |
| 2006年（平成18年） | 48,546           | 24,234           | [ 千葉県統計 26 ] |
| 2007年（平成19年） | 50,652           | 25,147           | [ 千葉県統計 27 ] |
| 2008年（平成20年） | 50,712           | 25,409           | [ 千葉県統計 28 ] |
| 2009年（平成21年） | 50,161           | 25,187           | [ 千葉県統計 29 ] |
| 2010年（平成22年） | 49,759           | 24,932           | [ 千葉県統計 30 ] |
| 2011年（平成23年） | 48,898           | 24,518           | [ 千葉県統計 31 ] |
| 2012年（平成24年） | 49,209           | 24,699           | [ 千葉県統計 32 ] |
| 2013年（平成25年） | 50,200           | 25,190           | [ 千葉県統計 33 ] |
| 2014年（平成26年） | 50,696           | 25,344           | [ 千葉県統計 34 ] |
| 2015年（平成27年） | 52,522           | 26,243           | [ 千葉県統計 35 ] |
| 2016年（平成28年） | 53,410           | 26,676           | [ 千葉県統計 36 ] |
| 2017年（平成29年） | 54,278           | 27,088           | [ 千葉県統計 37 ] |
| 2018年（平成30年） | 54,692           | 27,309           | [ 千葉県統計 38 ] |
| 2019年（令和元年） | 53,769           | 26,850           | [ 千葉県統計 39 ] |
| 2020年（令和02年） | 41,083           | 20,603           | [ 千葉県統計 40 ] |
| 2021年（令和03年） | 42,494           | 21,302           | [ 千葉県統計 41 ] |
| 2022年（令和04年） | 46,441           | 23,251           | [ 千葉県統計 42 ] |
| 2023年（令和05年） | 49,381           |                  |                   |
| 2024年（令和06年） | 50,950           |                  |                   |

## 駅周辺

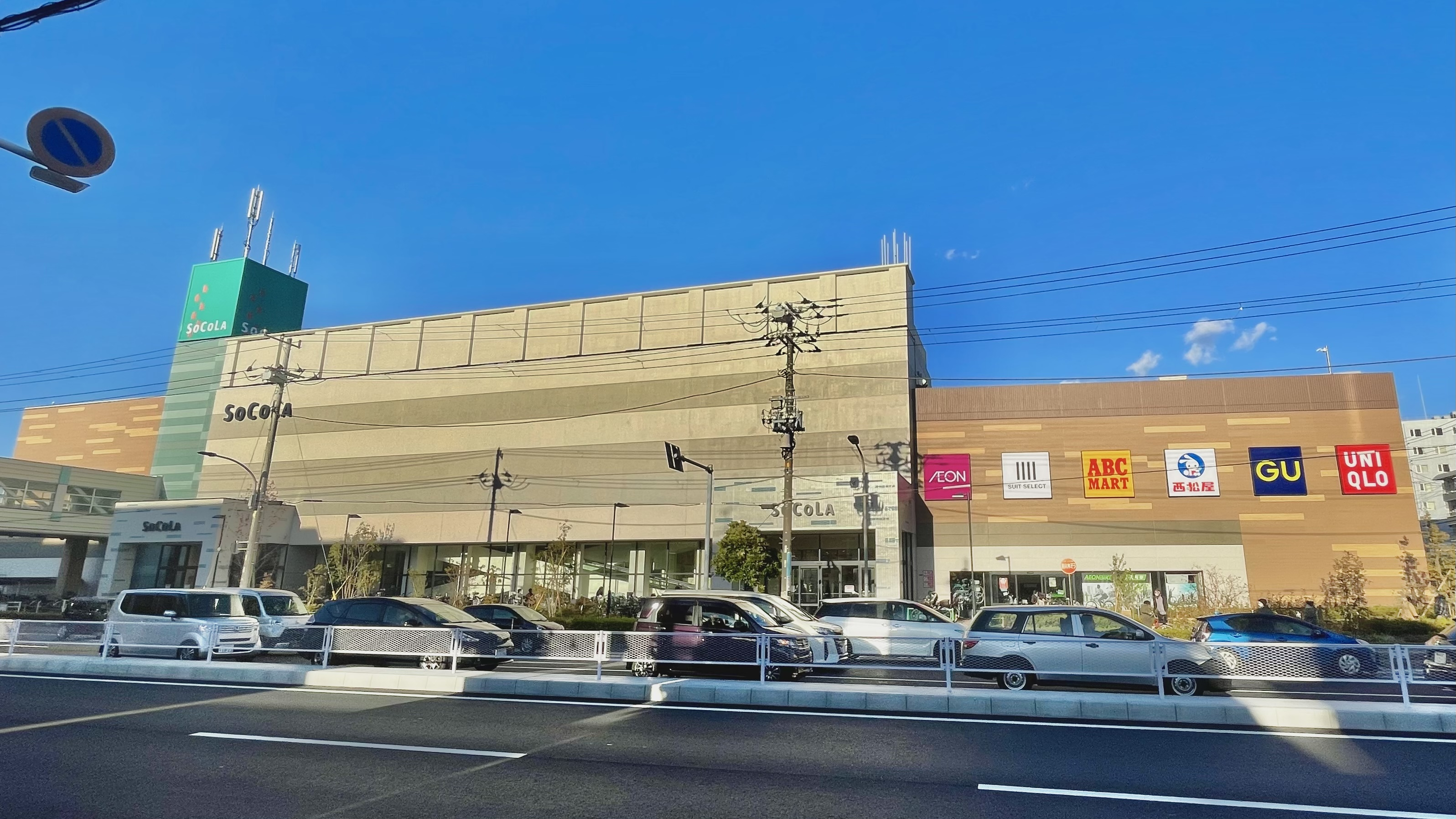
SOCOLA南行徳

駅南側に首都高速湾岸線（千鳥町出入口）が走る。駅北側の相之川交差点には千葉県道6号市川浦安線（行徳バイパス）、千葉県道50号東京市川線（都市計画道路南行徳海岸線）が交差する。駅南西側には浦安市との市境がある。南東約3キロメートルには、東日本旅客鉄道（JR東日本）市川塩浜駅（京葉線）がある。

### 南口
- 市川市南行徳市民センター・南行徳保健センター
- 千葉県立行徳高等学校
- 松陰高等学校 千葉浦安学習センター
- 市川市立南行徳中学校
- 市川市立福栄中学校
- 市川市立富美浜小学校
- 市川市立福栄小学校
- 浦安市立北部小学校
- 南行徳駅前郵便局
- 三井住友銀行 南行徳出張所
- SOCOLA南行徳
- ヤマダデンキテックランド 南行徳店
- ワイズマート 南行徳店
- アコレ 南行徳１丁目店
- ラコマート（旧ナカムラヤ） 南行徳店
- くすりの福太郎 南行徳店
- ドラッグストアスマイル 南行徳店
- セイムス 南行徳店
- サンドラッグ 南行徳店
- ウエルシア薬局 南行徳店
- AOKI 南行徳店
- ホームセンターコスモ
- 宮内庁新浜鴨場（野鳥の楽園）
- 福栄スポーツ広場（江戸川第ニ終末処理場上部）
- あいねすと（行徳野鳥観察舎）

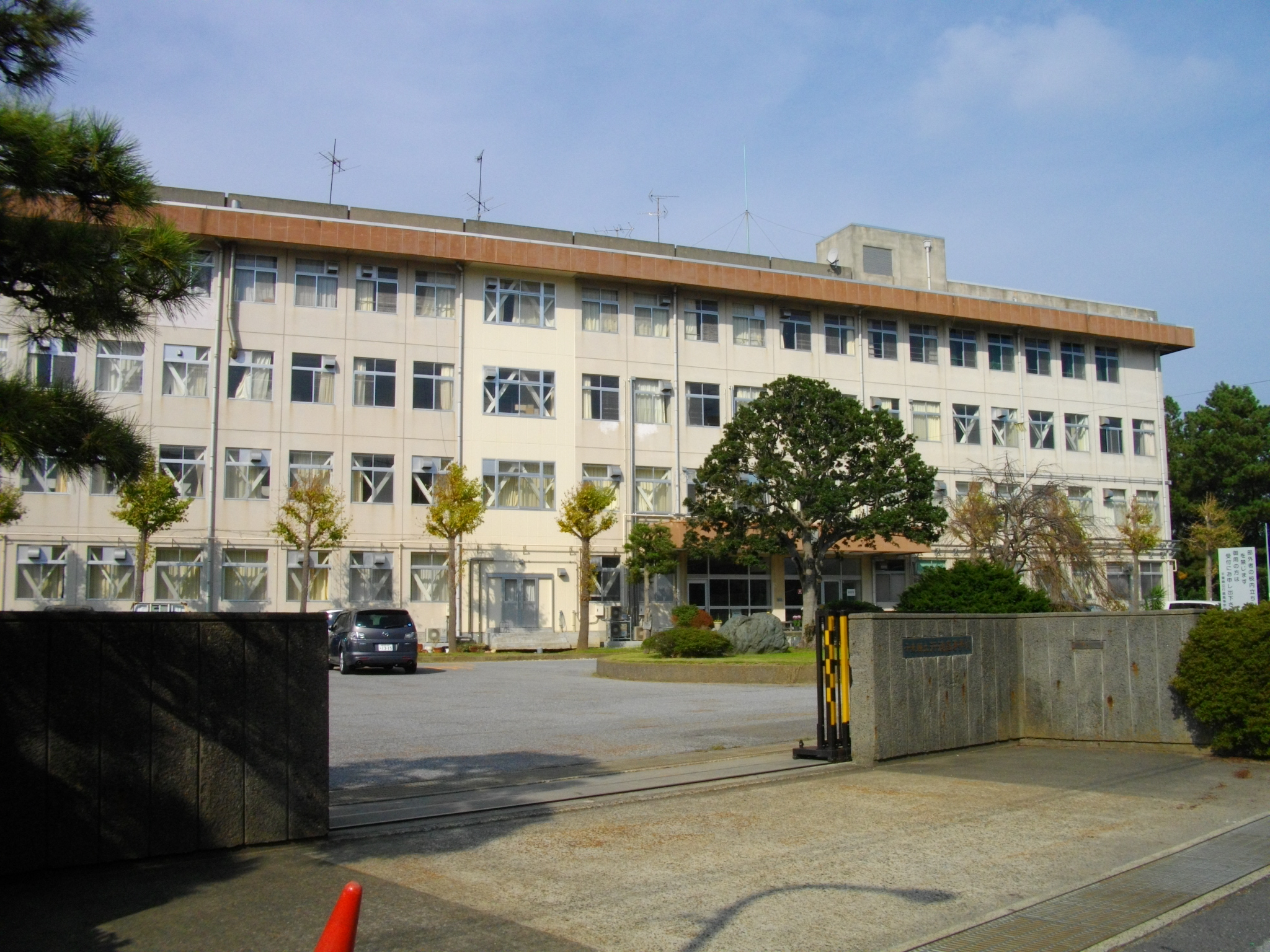
千葉県立行徳高等学校
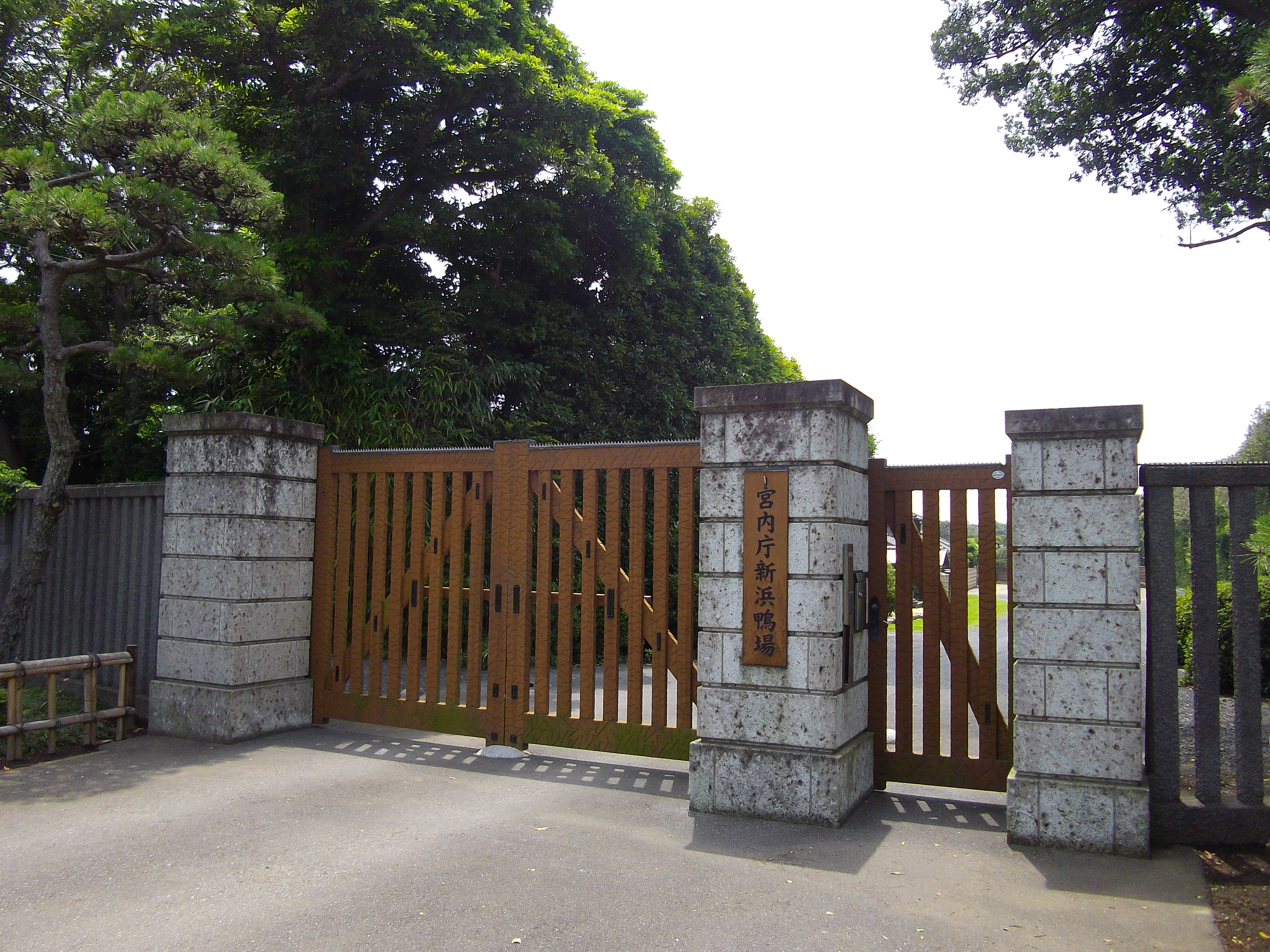
宮内庁新浜鴨場

### 北口
- 市川市南行徳公民館
- 市川市立図書館 南行徳図書館
- 行徳警察署 南行徳駅前交番
- 行徳警察署 今井橋交番
- 市川市消防局 南消防署広尾出張所
- 市川市立南行徳小学校
- 市川市立新井小学校
- 東京ベイ・浦安市川医療センター
- 市川新井郵便局
- 千葉銀行 南行徳支店
- みずほ銀行 行徳支店 南行徳駅前出張所
- 東京東信用金庫 南行徳支店
- マルエツ 南行徳店
- ヤマイチ 南行徳店
- アコレ 相之川2丁目店
- ジェーソン 欠真間店
- ピカソ 南行徳駅前店
- くすりの福太郎 相之川店
- ウエルシア薬局 南行徳駅前店
- ウェルパーク 南行徳えんぴつ公園店
- ティップネス 南行徳店
- テラモト東京 本社
- 三共自動車販売 本社（ミニバン館）
- キャストインターナショナル 本社（キャスト南行徳本店）
- 南行徳公園
- 広尾防災公園

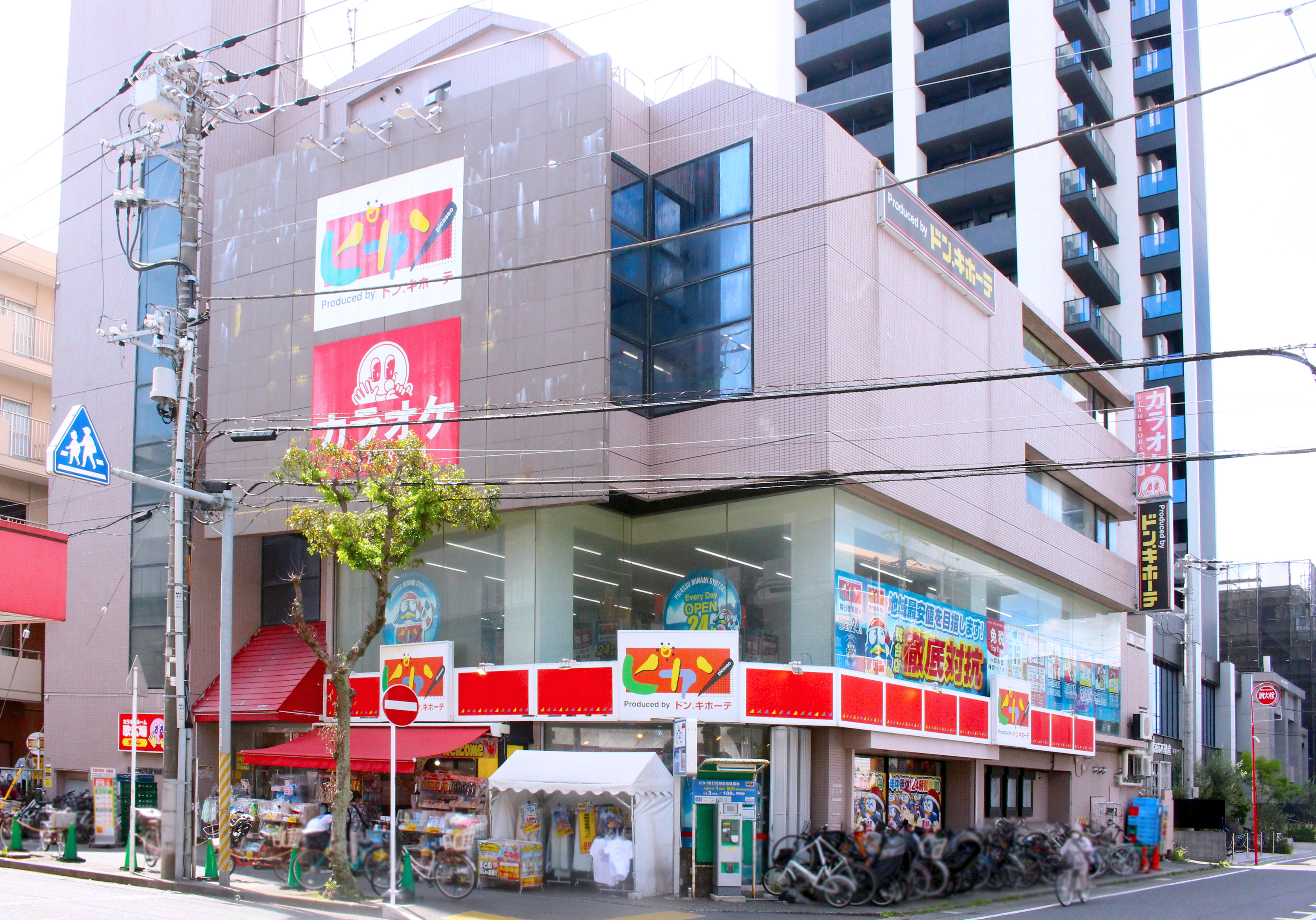
ピカソ 南行徳駅前店
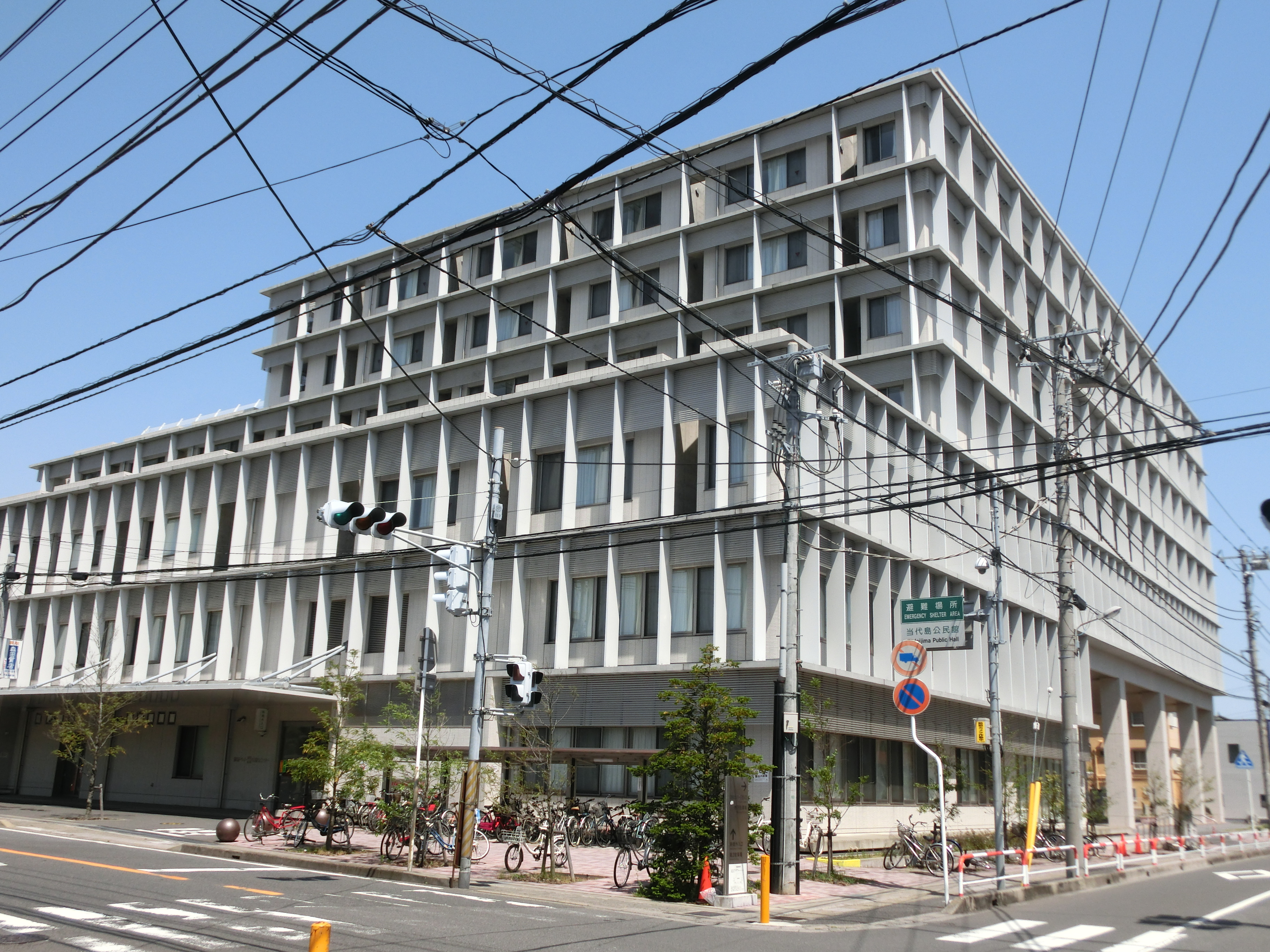
東京ベイ・浦安市川医療センター

## バス路線
最寄りバス停留所は「南行徳駅」である。京成バス、京成バス千葉ウエストの路線バスは駅前ロータリーに発着する。市川市コミュニティバス南部ルートは南行徳駅前通り沿いのバス停に発着する。
駅前ロータリー発着
- 京成バス
瑞75： ハイタウン塩浜経由 新浦安駅行／江戸川スポーツランド行
- 京成バス千葉ウエスト
37： 舞浜駅経由 東京ディズニーシー行

南行徳駅前通り沿いのバス停発着
- 市川市コミュニティバス
市川市コミュニティバス南部ルート（わくわくバス）： 東京ベイ医療センター行／妙典駅、現代産業科学館・メディアパーク行

## 隣の駅
東京地下鉄（東京メトロ）
 東西線
■快速・■通勤快速（通勤快速は中野方面のみ運転）
通過
■各駅停車
浦安駅 (T 18) - 南行徳駅 (T 19) - 行徳駅 (T 20)